# فيغارد براتن
فيغارد براتن (بالنرويجية البوكمول: Vegard Braaten)‏ هو لاعب كرة قدم نرويجي في مركز الهجوم، ولد في 30 يونيو 1987 في نورايسا في النرويج. شارك مع منتخب النرويج تحت 16 سنة لكرة القدم ومنتخب النرويج تحت 17 سنة لكرة القدم ومنتخب النرويج تحت 21 سنة لكرة القدم. أما مع النوادي، فقد لعب مع ترومسو إيدريتسلاغ ولوكيرين أوست فلانديرين ونادي بودو/غليمت.

## وصلات خارجية
- فيغارد براتن على موقع اتحاد النرويج (النرويجية)
- فيغارد براتن على موقع قاعدة بيانات كرة القدم.إي يو (الإنجليزية)
- فيغارد براتن على موقع Soccerway.com (الإنجليزية)